# Armoriale delle trasmissioni dell'Esercito Italiano
Questa pagina contiene le armi (stemmi e blasonature) delle unità facenti parte dell'Arma delle Trasmissioni dell'Esercito Italiano.

## Arma delle trasmissioni|Arma delle Trasmissioni
| Stemma | Unità e blasonatura |
|        | Scuola delle Trasmissioni e Informatica (1944, Scuola autonoma collegamenti radio telegrafici R.T. 1946, Scuola Genio collegamenti 1953, Scuola delle Trasmissioni 1997-, Scuola delle Trasmissioni e Informatica) D'argento alla traversa d'azzurro: nel primo, alla lupa capitolina, allattante i gemelli, d'oro (per Roma); nel secondo, alla torre antica da segnalazione romana, al naturale, vista di tre quarti, volta a sinistra, aperta del campo, con la torcia sporgente in sbarra ed abbassata a sinistra, dello stesso, accesa di rosso. Ornamenti esteriori: - lo scudo è sormontato dalla corona turrita degli Enti Militari - lista bifida d'oro, svolazzante, collocata sotto la punta dello scudo, incurvata con la concavità rivolta verso l'alto, riportante il motto, in lettere maiuscole di nero: "SPATIA DEVINCO DISIUNCTA CONIUNGO" - nastro rappresentativo della ricompensa al Valore: annodato nella parte centrale non visibile della corona turrita, scendente svolazzante in sbarra dal punto predetto, passando dietro la parte superiore dello scudo: 1 M.A.V.E. |
|        | Centro Telematico Sperimentazioni Rifornimento e Riparazioni Materiali delle Trasmissioni (soppresso nel 1999) Troncato: nel primo, di rosso, alla croce d'argento, accantonata nel primo e nel secondo quarto da due stelle di otto raggi, una e una, dello stesso; nel secondo, d'argento, alla torre da segnalazione romana, al naturale, vista di tre quarti, volta a sinistra, aperta del campo, con la torcia sporgente in sbarra ed abbassata a sinistra, dello stesso, accesa di rosso. Ornamenti esteriori: - lo scudo è sormontato dalla corona turrita degli Enti Militari - lista bifida d'oro, svolazzante, collocata sotto la punta dello scudo, incurvata con la concavità rivolta verso l'alto, riportante il motto, in lettere maiuscole di nero: "RES NON VERBA". |
|        | 1º Reggimento Trasmissioni (3º Battaglione Trasmissioni "Spluga" III Battaglione Trasmissioni di Corpo d'Armata 1º Reggimento Radiotelegrafisti) Inquartato: il primo, d'argento, alla lupa capitolina, allattante i gemelli, d'oro (per Roma); il secondo, campo di cielo, al monte di tre cime al naturale su una campagna di verde attraversata da un fiume d'azzurro; il terzo, d'azzurro, alla palma al naturale, fruttata di due d'oro, fondata su una campagna di verde (di Tripolitania); il quarto, d'argento alla croce di rosso (di Milano). In cuore, uno scudetto d'argento, alla torre antica da segnalazione romana, al naturale, vista di tre quarti, volta a sinistra, aperta del campo, con la torcia sporgente in sbarra ed abbassata a sinistra, dello stesso, accesa di rosso. Ornamenti esteriori: - lo scudo è sormontato dalla corona turrita degli Enti Militari - lista bifida d'oro, svolazzante, collocata sotto la punta dello scudo, incurvata con la concavità rivolta verso l'alto, riportante il motto, in lettere maiuscole di nero: "PER AETHERA LOQUIMUR". |
|        | 2º Reggimento Trasmissioni alpino (4º Battaglione Trasmissioni "Gardena" IV Battaglione Trasmissioni di Corpo d'Armata IV Battaglione Collegamenti 2º Reggimento Radiotelegrafisti) Tagliato: nel primo, d'argento al giglio bottonato di rosso (di Firenze); nel secondo, d'argento, alla fascia di rosso caricata di una stella, raggiata di sei, d'oro (di Bolzano-Bozen). Ornamenti esteriori: - lo scudo è sormontato dalla corona turrita degli Enti Militari - lista bifida d'oro, svolazzante, collocata sotto la punta dello scudo, incurvata con la concavità rivolta verso l'alto, riportante il motto, in lettere maiuscole di nero: "SEMPRE IN PIÙ VASTI SPAZI". |
|        | 4º Battaglione Trasmissioni "Gardena" Semitroncato, partito d'argento: nel primo, al giglio bottonato di rosso (di Firenze); nel secondo, alla fascia di rosso caricata di una stella, raggiata di sei, d'oro (di Bolzano-Bozen); nel terzo, alla torre antica da segnalazione romana, al naturale, vista di tre quarti, volta a sinistra, aperta del campo, con la torcia sporgente in sbarra ed abbassata a sinistra, dello stesso, accesa di rosso. Ornamenti esteriori: - lo scudo è sormontato dalla corona turrita degli Enti Militari - lista bifida d'oro, svolazzante, collocata sotto la punta dello scudo, incurvata con la concavità rivolta verso l'alto, riportante il motto, in lettere maiuscole di nero: "AD OGNI COSTO!". |
|        | 3º Reggimento Trasmissioni (10º Battaglione Trasmissioni "Lanciano" X Battaglione Trasmissioni 3º Reggimento Radiotelegrafisti) Inquartato: il primo, d'argento al giglio bottonato di rosso (di Firenze); il secondo, d'azzurro, alla palma al naturale, fruttata di due d'oro, nodrita su una campagna di verde (di Tripolitania); il terzo, campo di cielo, ad un monte al naturale di tre cime fondato su una campagna di verde attraversata da un fiume d'azzurro; il quarto, di rosso alla lupa capitolina, allattante i gemelli, d'oro (per Roma). Ornamenti esteriori: - lo scudo è sormontato dalla corona turrita degli Enti Militari - lista bifida d'oro, svolazzante, collocata sotto la punta dello scudo, incurvata con la concavità rivolta verso l'alto, riportante il motto, in lettere maiuscole di nero: "NELLO SPAZIO MI AFFERMO". |
|        | 7º Reggimento Trasmissioni (5º Battaglione Trasmissioni "Rolle" V Battaglione Trasmissioni di Corpo d'Armata 7º Reggimento Radiotelegrafisti) Inquartato: il primo, campo di cielo, ad un monte al naturale di tre cime fondato su una campagna di verde attraversata da un fiume d'azzurro; il secondo, di rosso al dado d'argento (per Piacenza); il terzo, partito di rosso e di nero all'elmo di Scanderbeg d'oro, posto in sbarra (per la Campagna d'Albania); il quarto, interzato in palo, d'azzurro, d'argento e di rosso, caricato da un elmo gallico d'oro, posto in sbarra (per la Campagna di Francia). Ornamenti esteriori: - lo scudo è sormontato dalla corona turrita degli Enti Militari - lista bifida d'oro, svolazzante, collocata sotto la punta dello scudo, incurvata con la concavità rivolta verso l'alto, riportante il motto, in lettere maiuscole di nero: "E PER CONFINI IL CIELO". |
|        | 11º Reggimento Trasmissioni (11º Battaglione Trasmissioni "Leonessa" XI Battaglione Trasmissioni) Inquartato in croce di S. Andrea: il primo, partito di rosso e d'azzurro, all'aquila col volo abbassato, coronata all'antica, d'argento, aquila e corona attraversanti (Provincia di Roma); il secondo, d'azzurro, al silfio reciso, posto in palo, d'oro (di Cirenaica); il terzo, di rosso, alla stella alpina, recisa, di verde, fiorita di tre, d'argento, bottonata d'oro, fogliata di tre, di verde; il quarto, di verde, al castello d'oro, merlato alla ghibellina di otto, chiuso di nero, munito di tre torricelle, ognuna merlata di quattro alla ghibellina, la torricella centrale più alta e più larga, finestrata di due in palo, di nero, cimata da tre spighe di grano, poste a ventaglio, d'oro, le torricelle laterali finestrate di uno, di nero (di Enna). Ornamenti esteriori: - lo scudo è sormontato dalla corona turrita degli Enti Militari - lista bifida d'oro, svolazzante, collocata sotto la punta dello scudo, incurvata con la concavità rivolta verso l'alto, riportante il motto, in lettere maiuscole di nero: "INTELLIGENZE ED ARMI CONGIUNGO". - onorificenza: accollata alla punta dello scudo con l'insegna pendente al centro del nastro con i colori della stessa, la croce di Cavaliere dell'Ordine militare d'Italia |
|        | 13º Battaglione Trasmissioni - Ornamenti esteriori: - lo scudo è sormontato dalla corona turrita degli Enti Militari - lista bifida d'oro, svolazzante, collocata sotto la punta dello scudo, incurvata con la concavità rivolta verso l'alto, riportante il motto, in lettere maiuscole di nero: "IN AETHERIS CONIUNGO". |
|        | 32º Reggimento Trasmissioni (32º Battaglione Trasmissioni "Valles" XXXII Battaglione Trasmissioni) Inquartato: il primo e il quarto, d'argento alla croce di rosso (di Padova); il secondo e il terzo d'argento pieno. In cuore uno scudetto d'azzurro, alla torre antica da segnalazione romana, al naturale, vista di tre quarti, volta a sinistra, aperta del campo, con la torcia sporgente in sbarra ed abbassata a sinistra, dello stesso, accesa di rosso. Ornamenti esteriori: - lo scudo è sormontato dalla corona turrita degli Enti Militari - lista bifida d'oro, svolazzante, collocata sotto la punta dello scudo, incurvata con la concavità rivolta verso l'alto, riportante il motto, in lettere maiuscole di nero: "CON IMPEGNO E CON INGEGNO". |
|        | 41º Reggimento Trasmissioni (41º Battaglione Trasmissioni "Frejus" XLI Battaglione Trasmissioni) Partito: iI primo, d'azzurro al toro furioso d'oro (di Torino); il secondo, d'argento pieno. Ornamenti esteriori: - lo scudo è sormontato dalla corona turrita degli Enti Militari - lista bifida d'oro, svolazzante, collocata sotto la punta dello scudo, incurvata con la concavità rivolta verso l'alto, riportante il motto, in lettere maiuscole di nero: "M'INGEGNO ED OPRO". |
|        | 42º Battaglione Trasmissioni "Pordoi" - Ornamenti esteriori: - lo scudo è sormontato dalla corona turrita degli Enti Militari - lista bifida d'oro, svolazzante, collocata sotto la punta dello scudo, incurvata con la concavità rivolta verso l'alto, riportante il motto, in lettere maiuscole di nero: "EXTREMA IUNGO PRAESIDIA". |
|        | 43º Reggimento Trasmissioni (43º Battaglione Trasmissioni "Abetone" XLIII Battaglione Trasmissioni) Tagliato: nel primo, d'argento al giglio bottonato di rosso (di Firenze); nel secondo, d'azzurro, alla torre antica da segnalazione romana, al naturale, vista di tre quarti, volta a sinistra, aperta del campo, con la torcia sporgente in sbarra ed abbassata a sinistra, dello stesso, accesa di rosso. Ornamenti esteriori: - lo scudo è sormontato dalla corona turrita degli Enti Militari - lista bifida d'oro, svolazzante, collocata sotto la punta dello scudo, incurvata con la concavità rivolta verso l'alto, riportante il motto, in lettere maiuscole di nero: "NE' OSTACOLO, NE' FATICA". |
|        | 45º Reggimento Trasmissioni (45º Battaglione Trasmissioni "Vulture" XLV Battaglione Trasmissioni) Troncato: il primo, contro troncato, d'oro e di rosso (di Napoli); nel secondo, d'azzurro, alla torre antica da segnalazione romana, al naturale, vista di tre quarti, volta a sinistra, aperta del campo, con la torcia sporgente in sbarra ed abbassata a sinistra, dello stesso, accesa di rosso. Ornamenti esteriori: - lo scudo è sormontato dalla corona turrita degli Enti Militari - lista bifida d'oro, svolazzante, collocata sotto la punta dello scudo, incurvata con la concavità rivolta verso l'alto, riportante il motto, in lettere maiuscole di nero: "TENACE SEMPRE". |
|        | 46º Reggimento Trasmissioni (46º Battaglione Trasmissioni "Mongibello") XLVI Battaglione Trasmissioni) Tagliato: nel primo, di rosso, all'aquila coronata d'oro, afferrante con gli artigli una lista d'argento, caricata dalle lettere "S. P. Q. P.", in caratteri maiuscoli di nero (di Palermo); nel secondo, d'azzurro, alla montagna al naturale, uscente da una campagna di verde e cimata da un cratere, acceso di rosso e fumante d'argento. Ornamenti esteriori: - lo scudo è sormontato dalla corona turrita degli Enti Militari - lista bifida d'oro, svolazzante, collocata sotto la punta dello scudo, incurvata con la concavità rivolta verso l'alto, riportante il motto, in lettere maiuscole di nero: "SPATIUM NON OBEST". |
|        | 47º Battaglione trasmissioni "Gennargentu" - Ornamenti esteriori: - lo scudo è sormontato dalla corona turrita degli Enti Militari - lista bifida d'oro, svolazzante, collocata sotto la punta dello scudo, incurvata con la concavità rivolta verso l'alto, riportante il motto, in lettere maiuscole di nero: "CON TENACIA E ORGOGLIO". |
|        | 231º Battaglione Trasmissioni "Sempione" - Ornamenti esteriori: - lo scudo è sormontato dalla corona turrita degli Enti Militari - lista bifida d'oro, svolazzante, collocata sotto la punta dello scudo, incurvata con la concavità rivolta verso l'alto, riportante il motto, in lettere maiuscole di nero: "SALDO AD OGNI IMPEGNO". |
|        | 232º Reggimento Trasmissioni (232º Battaglione Trasmissioni "Fadalto" Battaglione Trasmissioni "Ariete") Partito: nel primo, di rosso alla fascia abbassata d'argento, alla campagna dell'ultimo, alla fascia ondata d'azzurro, carica di una fascia d'argento, al portale di pietra al naturale, merlato alla guelfa di tre pezzi con i battenti d'oro aperti, fiancheggiato in ognuno degli angoli superiori del campo da una corona d'oro (di Pordenone); nel secondo, d'azzurro al silfio reciso, posto in palo, d'oro (di Cirenaica). Ornamenti esteriori: - lo scudo è sormontato dalla corona turrita degli Enti Militari - lista bifida: d'oro, svolazzante, collocata sotto la punta dello scudo, incurvata con la concavità rivolta verso l'alto, riportante il motto: "FORTE ANIMO ED AGILE MENTE". - nastri rappresentativi delle ricompense al Valore: annodati nella parte centrale non visibile della corona turrita, scendenti svolazzanti in sbarra ed in banda dal punto predetto, passando dietro la parte superiore dello scudo: 1 M.A.V.M, 1 M.B.V.E. |

## Difesa elettronica
| Stemma | Unità e blasonatura |
|        | Centro Informazioni e Difesa Elettronica (1963, Centro Difesa Elettronica CDE 1980, Centro Informazioni e Difesa Elettronica CIDE 1997, Dipartimento per le Informazioni e la Guerra Elettronica 1998, Raggruppamento RISTA EW 2004, Brigata RISTA EW 2018, Brigata Informazioni Tattiche) Partito, semitroncato: nel primo, d'azzurro alla Dea Fortuna scapigliata, rivoltata, bendata e cinta di un velo svolazzante, poggiata col piede sul mozzo di una ruota, tenente nella sinistra una cornucopia ricolma di frutti, il tutto d'oro; nel secondo, d'oro al gladio romano al naturale, posto in palo, la punta all'insù, attraversante, accompagnato da quattro saette decussate di rosso; nel terzo, d'argento, alla torre antica da segnalazione romana, al naturale, vista di tre quarti, volta a sinistra, aperta del campo, con la torcia sporgente in sbarra ed abbassata a sinistra, dello stesso, accesa di rosso. Ornamenti esteriori: - lo scudo è sormontato dalla corona turrita degli Enti Militari - lista bifida: d'oro, svolazzante, collocata sotto la punta dello scudo, incurvata con la concavità rivolta verso l'alto, riportante il motto: "HOSTES PER AETHERA ERUO". |
|        | 33º Reggimento EW (33º Reggimento Guerra Elettronica 33º Battaglione Guerra Elettronica "Falzarego" XXXIII Battaglione Guerra Elettronica) Partito: nel primo, d'azzurro alla croce d'oro (di Verona); nel secondo, d'argento all'antenna marconiana a telaio caricata, in decusse, da un cannone intrecciato alle folgori, il tutto d'oro. Ornamenti esteriori: - lo scudo è sormontato dalla corona turrita degli Enti Militari - lista bifida: d'oro, svolazzante, collocata sotto la punta dello scudo, incurvata con la concavità rivolta verso l'alto, riportante il motto: "COL CUORE E CON L'INGEGNO". |
|        | 9º Battaglione Guerra Elettronica "Rombo" Partito: nel primo, contro partito, di rosso e d'azzurro, all'aquila d'argento coronata, dal volo abbassato (Provincia di Roma); nel secondo, d'argento, al braccio destro armato, al naturale, impugnante un gruppo di saette di sei di rosso. Ornamenti esteriori: - lo scudo è sormontato dalla corona turrita degli Enti Militari - lista bifida: d'oro, svolazzante, collocata sotto la punta dello scudo, incurvata con la concavità rivolta verso l'alto, riportante il motto: "LA MIA SFIDA ATTRAVERSO LO SPAZIO". |
|        | 8º Battaglione Ricerca Elettronica "Tonale" Inquartato: nel primo, d'azzurro, al lupo d'oro rapace, armato e lampassato di rosso; nel secondo e nel terzo d'argento pieno; nel quarto, di rosso all'orbita nucleare d'oro. Ornamenti esteriori: - lo scudo è sormontato dalla corona turrita degli Enti Militari - lista bifida: d'oro, svolazzante, collocata sotto la punta dello scudo, incurvata con la concavità rivolta verso l'alto, riportante il motto: "VIGILE E ATTENTO". |

## Sostegno Telecomunicazioni TLC
| Stemma | Unità e blasonatura |
|        | 44º Reggimento Sostegno TLC "Penne" (44º Battaglione Trasmissioni "Penne" XLIV Battaglione Trasmissioni) Troncato: il primo, inquartato, a) e d), di rosso alla croce d'argento (di Savoia); b) e c) d'argento, al castello, torricellato di tre pezzi, quello centrale più elevato e fondato su uno scoglio uscente dal mare, il tutto al naturale (il tutto, di Cagliari); nel secondo, d'azzurro alla lupa capitolina, allattante i gemelli, d'oro (per Roma). Ornamenti esteriori: - lo scudo è sormontato dalla corona turrita degli Enti Militari - lista bifida: d'oro, svolazzante, collocata sotto la punta dello scudo, incurvata con la concavità rivolta verso l'alto, riportante il motto: "CON TENACIA E CON VALORE". |
|        | 184º Reggimento Sostegno TLC (184º Battaglione Trasmissioni "Cansiglio") Inquartato: nel primo, di rosso alla croce piana d'argento, caricata in palo ed in fascia di corniolo al naturale, sradicato, fogliato e fruttato di rosso (di Tarquinia); nel secondo, partito: a) d'azzurro alla folgore d'oro, posta in sbarra; b) d'argento al silfio reciso, posto in palo, d'oro (di Cirenaica); nel terzo, d'azzurro, alla fascia d'argento caricata di un palo di rosso a due verghette d'azzurro (per la Guerra di Liberazione); nel quarto, di rosso, alla croce d'argento accantonata in capo da due stelle del secondo raggiate di otto (di Treviso). Ornamenti esteriori: - lo scudo è sormontato dalla corona turrita degli Enti Militari - lista bifida: d'oro, svolazzante, collocata sotto la punta dello scudo, incurvata con la concavità rivolta verso l'alto, riportante il motto: "VIVIDA FOLGORE VIVIDO INGEGNO" - nastro rappresentativo della ricompensa al Valore: annodato nella parte centrale non visibile della corona turrita, scendente svolazzante in sbarra ed in banda dal punto predetto, passando dietro la parte superiore dello scudo: 1 M.B.V.M. |